# Amsterdam WCT 1982
L'Amsterdam WCT 1982 è stato un torneo di tennis giocato sul sintetico indoor. È stata la 1ª edizione del torneo che fa parte del World Championship Tennis 1982. Si è giocato ad Amsterdam nei Paesi Bassi dal 18 al 24 ottobre 1982.

## Campioni

### Singolare maschile
Wojciech Fibak ha battuto in finale  Kevin Curren con il punteggio di 7–5 3–6 6–4 6–3

### Doppio maschile
Fritz Buehning /  Tomáš Šmíd hanno battuto in finale  Kevin Curren /  Buster Mottram con il punteggio di 4–6, 6–3, 6–0